# 11476 Stefanosimoni
11476 Stefanosimoni è un asteroide della fascia principale. Scoperto nel 1984, presenta un'orbita caratterizzata da un semiasse maggiore pari a 2,3425806 UA e da un'eccentricità di 0,1973106, inclinata di 2,44609° rispetto all'eclittica.
L'asteroide è dedicato all'astrofilo e divulgatore italiano Stefano Simoni.